# Venancio Gombau
Venancio Gombau Santos (Cabanillas de la Sierra, 1861-Salamanca, 1929) fue un fotógrafo español de finales del siglo XIX y principios del XX. Legó una gran colección fotográfica documental de la ciudad de Salamanca, de los pueblos de la provincia y sus habitantes. Comenzó como reportero, para luego ser un gran retratista. A finales del siglo XIX adquirió un gran prestigio entre la élite intelectual de la Salamanca, llegando a ser el fotógrafo más famoso de la provincia, gracias a lo cual pudo retratar a multitud de personalidades de la época.

## Biografía
Venancio Gombau Santos nació en el municipio madrileño de Cabanillas de la Sierra el 1 de abril de 1861, dentro de una familia perteneciente a una gran saga de fotógrafos. En 1880, a los diecinueve años de edad, se inició como aprendiz en el madrileño estudio de su tío, también llamado Venancio Gombau. A principios del siglo XX trabajó como corresponsal gráfico para varias publicaciones ilustradas de Madrid, como Nuevo Mundo. Se codeó con fotógrafos de la talla de José Campúa o Alejandro Merletti.
Un año después se marchó a Salamanca donde comenzó a trabajar como auxiliar de fotógrafo en el estudio de su cuñado José Oliván. Al morir éste siguió trabajando con su hermana en “Viuda de Oliván y hermano”. En 1904, con cuarenta y tres años abre su propio estudio en la calle Prior número 18 y comienza a trabajar de manera independiente. Además de este estudio y gracias a la fama alcanzada en Salamanca, pudo abrir sucursales en Peñaranda de Bracamonte y Ciudad Rodrigo, gracias a lo cual pudo fotografiar casi todo lo que ocurría en la provincia en aquellos años.
Falleció en 1929, en el mes de agosto, en Salamanca. Fue enterrado en el cementerio de San Carlos Borromeo. Tras su muerte su estudio fotográfico pasó a ser dirigido por sus hijos Amalio Gombau y Guzmán Gombau, ambos también fotógrafos. 

## Obra

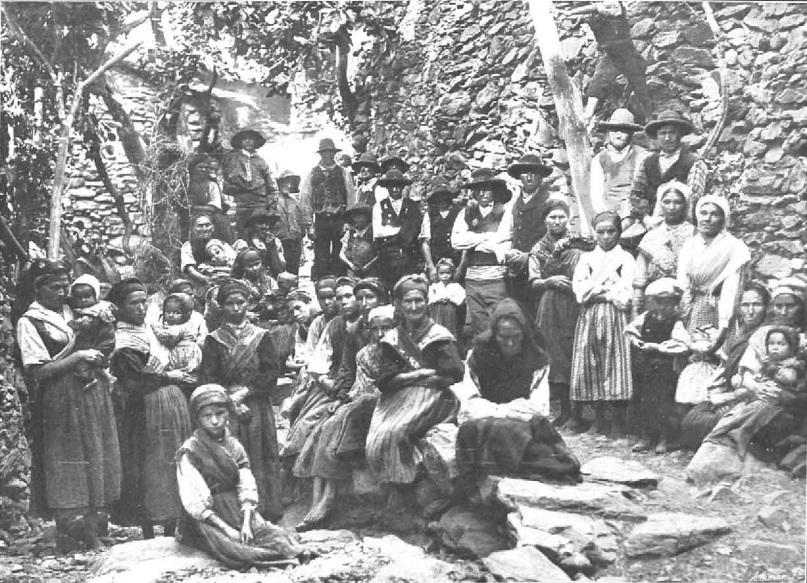
Grupo de jurdanos, fotografía de Gombau publicada en La Ilustración Española y Americana en 1908.

Como fotógrafo Venancio Gombau cultivó el retrato, la fotografía documental, el reportaje y el formato postal.
Como documentalista son relevantes sus fotografías realizadas en Mogarraz en 1908  en la provincia de Salamanca. Estas sirvieron para ilustrar el libro Por la España desconocida publicado en 1911 como suplemento de La Ilustración Española y Americana. En dicho libro se recogían imágenes de incalculable valor antropológico, desde las fiestas y tradiciones, hasta la retirada vida los monjes de Las Batuecas, pasando por tipos populares como el cazador de lobos Juan Bravo rodeado por un grupo de niños. Además publicó en varias revistas como El Teatro, La Esfera, Mundo Gráfico y Blanco y Negro.

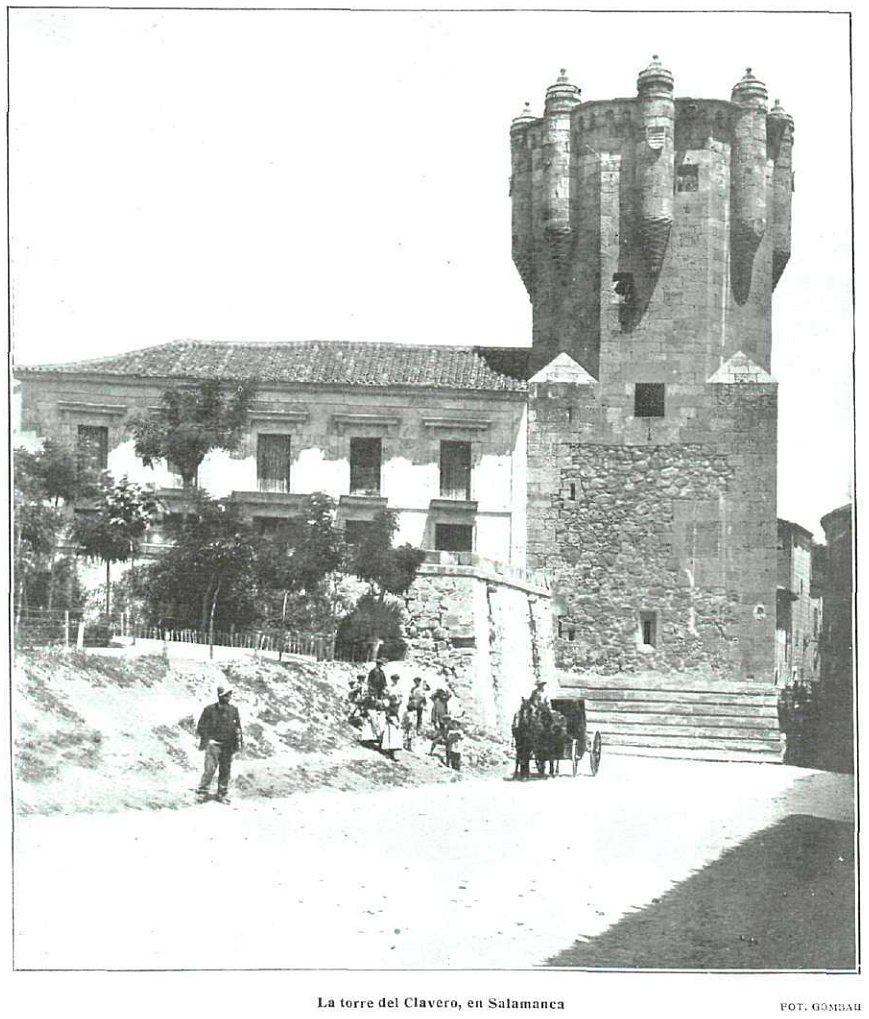
Fotografía de Venancio Gombau de la torre del Clavero de Salamanca, publicada en La Esfera en 1915.

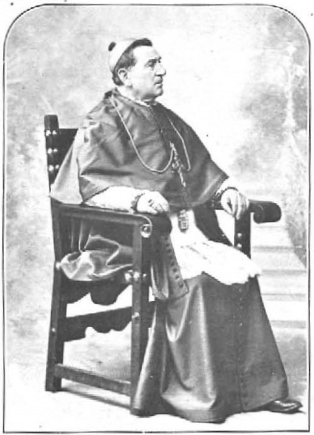
Retrato de Francisco Jarrín y Moro, obispo de Plasencia, por Gombau, en La Ilustración Española y Americana, 1908.

La región de Las Hurdes supuso una fuente de inspiración para sus reportajes. Realizó un reportaje documental de la zona en 1911 antes incluso de la mítica llegada de Alfonso XIII. En cierto modo se adelantó a Luis Buñuel, pues Venancio Gombau ya había recorrido aquellas tierras fotografiando multitud de escenas impactantes.
De su faceta como retratista desarrollada más tarde en su estudio, se pueden destacar los retratos a celebridades como el torero Juan Belmonte, el pintor Joaquín Sorolla y diversos personajes del mundo universitario, como Miguel de Unamuno. Estos recurrían a Gombau porque era capaz de inmortalizar a profesores con la sobriedad que caracterizaba al mundo universitario de la época.
También se dedicó a retratar el mundo taurino, del cual era un gran amante. Aquí desarrolló su faceta como paisajista dejando un legado de postales que documentan la tauromaquia de la época.
Actualmente su obra se encuentra repartida en varios fondos. Una parte de su archivo ha fue adquirido por el Ayuntamiento de Salamanca y se encuentra depositado en la Filmoteca de Castilla y León. Por otra parte la familia del también fotógrafo José de la Parra tiene en propiedad gran parte del resto de su obra. También hay una parte de la obra del fotógrafo en el Arxiu Joan Maragall perteneciente a la Biblioteca de Cataluña.
En sus miles de fotografías ha dejado memoria viva de la ciudad y de los pueblos y las gentes de la provincia.

## Familia Gombau
La familia Gombau fue cuna de músicos, periodistas, y sobre todo fotógrafos, como Amalio y Guzmán Gombau. Destaca este último, Guzmán Gombau, el cual fotografió el VII centenario de la Universidad de Salamanca. Además José Oliván esposo de Vicenta Gombau, hermana de Venancio Gombau, fue el autor de la primera instantánea salmantina conocida hasta el momento.

## Relación con Unamuno
El más ilustre de sus seguidores fue Miguel de Unamuno. Gombau fotografió entre 1903 y 1913 varios centenares de veces al prestigioso intelectual. Las fotografías están relacionadas con casi todos los aspectos de la vida de Unamuno. Uno de los retratos más famosos es el que ilustró la cubierta del libro Paisajes, de 1901.
Ambos estaban unidos por una gran amistad ya que mantenían multitud de charlas en la tertulia del Casino. En ocasiones las charlas se volvían tan distendidas que se alargaban hasta continuarlas en la casa de Unamuno. Gombau y Unamuno se entendían muy bien y compartían el gusto por los toros. Gombau que era un hombre de palabras medidas y buen entendedor, encajaba a la perfección con Unamuno pues para entenderse con don Miguel bastaba con escucharle. Mantuvieron un trato asiduo y cordial durante sus vidas en Salamanca. Gombau fue la fuente primordial de imágenes para los retratos, publicaciones y libros de Miguel de Unamuno.
En una de las cartas que se conserva en el fondo epistolar de Miguel de Unamuno, se revela que prefirió la fotografía de Gombau antes que una auto-caricatura como tenían pensado sus editores italianos para ilustrar uno de sus libros. Unamuno conocía perfectamente el valor de la imagen, por eso siempre se puso en manos de Gombau para crear la pose, el estilo, con el que se recuerda su imagen. Las fotografías relativas al archivo visual de Unamuno se conservan en su Casa Museo de Salamanca.